# Diseño Preliminar de la Nave Espacial Experimental Mundial
El Diseño Preliminar de la Nave Espacial Experimental Mundial fue una propuesta de 1946 del Proyecto RAND para un programa satelital de los Estados Unidos. Robert M. Salter, Jack Lipp y otra persona en RAND fueron los editores de este informe.
El diseño preliminar de una nave espacial experimental que rodea al mundo dice: "Se puede esperar que un vehículo satelital con la instrumentación adecuada sea una de las herramientas científicas más potentes del siglo XX. El logro de una nave satelital produciría repercusiones comparables a la explosión de la bomba atómica ..."